# Ziziphus zeyheriana
Ziziphus zeyheriana är en brakvedsväxtart som beskrevs av Otto Wilhelm Sonder. Ziziphus zeyheriana ingår i släktet Ziziphus och familjen brakvedsväxter. Inga underarter finns listade i Catalogue of Life.